# Bleekrodea
Genre
Bleekrodea est un genre de plantes à fleurs de la famille des Moraceae.

## Liste d'espèces
Selon NCBI (28 décembre 2013) :
- Bleekrodea madagascariensis

Selon The Plant List (28 décembre 2013) :
- Bleekrodea insignis Blume
- Bleekrodea madagascariensis Blume
- Bleekrodea malayana (Carner) C.C.Berg
- Bleekrodea tonkinensis Eberh. & Dubard

Selon Tropicos (28 décembre 2013) (Attention liste brute contenant possiblement des synonymes) :
- Bleekrodea insignis Blume
- Bleekrodea madagascariensis Blume
- Bleekrodea malayana (Corner) C.C. Berg
- Bleekrodea tonkinensis Dubard & Eberh.